# Heidi Hollinger
Heidi Hollinger (née à Montréal en 1968) est une photographe canadienne qui s'est fait connaître par la réalisation de portraits de l'intelligentsia eltsinienne sous des angles originaux. 
Au cours des dix ans qu’elle a vécu à Moscou, dans les années 1990, elle réalise des portraits peu conventionnels de dirigeants politiques.

## Biographie
En 1990, elle décroche un baccalauréat en langues modernes de l’Université McGill.  Elle maîtrise l’anglais, le français, le russe, le finnois et l’espagnol. 
En 1991, elle s’installe à Moscou où elle enseigne l’anglais et travaille à l'ambassade du Canada.
En 1994, elle devient la première photographe étrangère du grand quotidien russe Pravda. Au cours de la même année, elle inaugure sa première exposition « Faces of the Opposition » au Centre de photo de Moscou.  Elle y présente ses portraits de l’élite politique russe.  L’exposition voyagera partout en Russie, au Canada et aux États-Unis.
Ayant ouvert son propre studio à Moscou, elle y photographie plus de 100 célébrités politiques russes, dont Vladimir Poutine et Mikhaïl Gorbatchev, et voyage de par le monde pour y photographier entre autres Jean Chrétien, Fidel Castro et le dalaï-lama. 
En 1995, la Canadian Broadcasting Corporation (CBC) réalise un documentaire de 45 minutes intitulé « Heidi : Une Montréalaise à Moscou » qui sera diffusé au Canada, en Grande-Bretagne, au Japon, en Norvège et en Australie.  En 1996, elle est nommée « photographe de l'année » par la télévision d’État russe (RTR)[réf. nécessaire].
En 1998, elle remporte le premier et le troisième prix, catégorie « People », du grand concours de photographie russe « Interfoto ». En 1999, elle reçoit la mention  « succès de l’année » de la revue Ogonyok. En 2001, on présente une grande rétrospective de son travail, intitulée « Ten Years in Moscow », au Parlement du Canada et à l’Ambassade de Russie à Ottawa.
De 1999 à 2002, cinq de ses livres paraissent au Canada, aux États-Unis et en Russie. Son travail a été publié dans plusieurs revues, dont Time, Newsweek, Esquire, Stern, Maclean's, The Globe and Mail, Pravda et Ogonyok.
En 2002, elle publie The Russians Emerge (Abbeville Press, New York), dont le lancement s’accompagne d’une exposition au consulat de Russie à New York.  Au moyen de portraits d’individus tirés de toutes les strates de la société russe, elle y brosse le tableau d’une grande culture en pleine renaissance politique et sociale. Les photos sont accompagnées de textes écrits par Jonathan Sanders, expert de la culture russe, et la préface est signée Mikhaïl Gorbatchev. 
Heidi Hollinger est la mère de deux garçons, l'un (Luka Hollinger) né à Montréal et dont le père est le journaliste biélorusse Pavel Cheremet, et l'autre (Antoine) avec son conjoint québécois Marc-André Lavoie.
Heidi Hollinger est l'animatrice de Ports d'attache, une émission diffusée notamment sur TV5 Québec Canada et Arte où elle parcourt des villes portuaires en expliquant l'architecture, l'histoire, la culture et le mode de vie des habitants.

## Controverse concernant la mort de Volodia Yatsina
Elle a été blanchie complètement des accusations non fondées de la journaliste Anna Politkovskaïa, d'avoir été à l'origine de la mort du photo-reporter russe Volodia Yatsina (agence ITAR-TASS) en 1999. Invitée à photographier un des chefs de guerre tchétchènes, elle a chargé Yatsina d'aller à sa place. S'étant occupée de l'organisation du voyage, elle s'est fiée à un certain Magomed Ouspaïev pour servir de guide à Yatsina. Ouspaïev n'a accompagné Yatsina que jusqu'à la sortie de l'aéroport de Nazran (Ingouchie), où le photographe russe est malheureusement tombé aux mains de bandits (bande des frères Akhmadov d'Ourous-Martan), qui l'ont kidnappé pour obtenir une rançon. À la fin, Yatsina a été fusillé dans les montagnes.

## Publications de Heidi Hollinger
- (collaboration aux textes, Michel Roche ; trad. Alexandre Danilovich]. Heidi chez les Soviets. Montréal : Les Intouchables, 1999. 109 p.  (ISBN 2921775697)
- (préface de Mikhaïl Gorbatchev), Russians / Les Russes. Montréal : Stanké, 2000. 70 p.  (ISBN 2760406334)
- (texte de Jonathan Sanders, préface de Mikhaïl Gorbatchev), The Russians Emerge, New York / Londres : Abbeville Press, 2002. 176 p.  (ISBN 0789207575)